# Setaphyes
Genre
Setaphyes est un genre de kinorhynches de la famille des Pycnophyidae.

## Liste des espèces
Selon Sánchez, Yamasaki, Pardos, Sørensen et Martínez en 2016 :
- Setaphyes australensis (Lemburg, 2002)
- Setaphyes dentatus (Reinhard, 1881)
- Setaphyes flaveolatus (Zelinka, 1928)
- Setaphyes iniorhaptus (Higgins, 1983)
- Setaphyes kielensis (Zelinka, 1928)

## Publication originale
- Sánchez, Yamasaki, Pardos, Sørensen & Martínez, 2016 : Morphology disentangles the systematics of a ubiquitous but elusive meiofaunal group (Kinorhyncha: Pycnophyidae). Cladistics, vol. 32, no 5, p. 479-505.